# Tsjadische luchtmacht
De Tsjadische luchtmacht is het luchtmachtonderdeel van het Tsjadische leger. De Tsjadische luchtmacht werd in 1961 opgericht onder de naam Escadrille Nationale Tchadienne. Vanaf 1973 werd die naam Aerienne Tchadienne.

## Geschiedenis
In de jaren 1960 stelde de Tsjadische luchtmacht niet veel voor met slechts 100 manschappen, één Douglas DC-3 vrachtvliegtuig, drie lichte verkenningsvliegtuigen en twee helikopters. In 1973 werd het versterkt met 100 manschappen. Er waren toen drie C-47's - enkele jaren later uitgebreid tot 13 -, drie kleine vliegtuigen en een helikopter. De toestellen waren gestationeerd op de Franse luchtmachtbasis bij de hoofdstad Ndjamena. Ook waren de meeste piloten Frans.
In 1976 verkreeg Tsjaad zeven Douglas AD Skyraider-propellervliegtuigen van Frankrijk. De toestellen werden ingezet tegen rebellen tot ze in 1987 uit dienst werden gehaald. Sinds 1976 zijn twee Douglas- en drie Lockheed-toestellen van de Tsjadische luchtmacht verloren gegaan.
Op 29 januari 1978 werd een Douglas DC-4 neergehaald door een luchtdoelraket.

In 1983, tijdens het conflict met Libië, vernietigde de Tsjadische luchtmacht naar eigen zeggen zeven Aermacchi SF-260-vliegtuigen van het buurland. Tijdens hetzelfde conflict maakte Tsjaad ook verschillende overige toestellen zoals L-39 Albatross (7x) buit op Libië, echter deze werden nooit in dienst genomen.
Tsjaad verloor recent minstens één helikopter tijdens de Slag bij Adré op 18 december 2005 tegen rebellengroepen.

## Toestellen

### Helikopters
| Toestel                   | Versie(s)      | Aantal | Rol                  | Herkomst  | Jaar                  |
| ------------------------- | -------------- | ------ | -------------------- | --------- | --------------------- |
| Aérospatiale Alouette III | SA-316O        | 1      | transport            | Frankrijk | 1966                  |
| Eurocopter Fennec         | AS550C         | 1?     | Bewapende verkenning | Frankrijk | 2009*                 |
| Mil Mi-8/17 HIP H         | - Mi-8 - Mi-17 | 2 6    | transport            | Rusland   | 1999/2007/2010        |
| Mil Mi-24 Hind            | Mi-24D/V       | 2/3    | aanval               | Rusland   | 1987**/2001/2007/2008 |

(*) 6 besteld in Singapore in 2009, mogelijk 5 maar zeker 3 ernstig beschadigd bij de storm in 2017
(**) Buitgemaakt op Libië

### Vliegtuigen
| Toestel                             | Versie(s)     | Aantal | Rol                    | Herkomst           | Jaar      |
| ----------------------------------- | ------------- | ------ | ---------------------- | ------------------ | --------- |
| Antonov An-26 Curl                  | An-26         | 3      | transport              | Oekraïne           | 1994/2008 |
| ATR 42                              | ATR 42-300    | 1      | VIP                    | Frankrijk / Italië | 2013      |
| Boeing 737                          | 737-74Q BBJ   | 1      | VIP                    | Verenigde Staten   | 2010      |
| Cessna 208 Caravan                  | C208B         | 2      | transport/verkenning   | Verenigde Staten   | 2018      |
| Grumman Gulfstream II               |               | 1      | VIP                    | Verenigde Staten   | 1990      |
| Leonardo C-27 Spartan               | C-27J         | 2      | transport              | Italië             | 2014      |
| Lockheed C-130 Hercules             | C-130H-30     | 1      | transport              | Verenigde Staten   | 1989      |
| McDonnell Douglas MD-87             | MD-87         | 1      | VIP                    | Verenigde Staten   | 2008      |
| Mikojan-Goerevitsj MiG-29 Fulcrum-C | MIG-29SM      | 1      | gevecht                | Oekraïne           | 2014      |
| Pilatus PC-7 Turbo Trainer          | PC-7          | 2      | training               | Zwitserland        | 1986      |
| Pilatus PC-9                        | PC-9M         | 1      | training/lichte aanval | Zwitserland        | 2006      |
| Pilatus PC-12                       | PC-12/45      | 1      | VIP                    | Zwitserland        | 2006 *    |
| Siai Marchetti SF.260               | SF-260W       | 1      | training/lichte aanval | Italië             | 1998      |
| Siai Marchetti SF.260               | SF-260M       | 4      | training               | Italië             | 1985 **   |
| Sukhoi SU-25 Frogfoot               | SU-25/SU-25UB | 6/2    | grondaanval            | Oekraïne           | 2008/2009 |

(*) Was beschadigd bij de storm in 2017
(**) Buitgemaakt op Libië oorspronkelijk aantal was 9, waarvan een aantal beschadigd bij de storm in 2017.
Het aantal van deze toestellen dat werkelijk operationeel is zou mogelijk veel lager zijn. Volgens een rapport van Le Figaro in april 2006 waren toen slechts twee C-130's, en één Mi-17 operationeel. De Verenigde Staten assisteerde de luchtmacht van Tsjaad vanaf 2018 met de herstelwerkzaamheden na de storm.  De steun van de V.S. was vooral gemotiveerd door de strijd van het leger van Tsjaad tegen rebellen van Boko Haram.